# Zapora wodna w Port
Zapora wodna w Port (niem. Regulierwehr Port, fr. Barrage de régulation de Port) – zapora regulacyjna (jaz) na Kanale Nidau-Büren, piętrząca wody rzeki Aare w północno-zachodniej Szwajcarii, między Brügg i Port w kantonie Berno. Jest kluczowym elementem w systemie regulacji poziomu wód „Trzech jezior” i przepływu rzeki Aare. Średni roczny poziom wody na wypływie z jeziora Bienne utrzymuje na wysokości 429,2 m n.p.m.

## Przeznaczenie budowli
Jaz został wybudowany w celu umożliwienia regulacji poziomu wód „Trzech jezior” - systemu połączonych jezior Neuchâtel, Morat i Bienne. Jednocześnie umożliwia on sterowanie przepływem Aare na całej jej długości poniżej jazu, aż do ujścia do niej rzeki Emme. Konstrukcja zapory zapewnia przejście drogowe nad kanałem Nidau-Büren pomiędzy Brügg a Port. Od końca XX w. przy zaporze działa również niewielka elektrownia wodna.

## Historia
Pierwotna koncepcja regulacji wód Jury, której autorem był inżynier Richard La Nicca, a która miała miejsce w latach 1868-1891, nie przewidywała prowadzenia korekty wód wypływających z jeziora Bienne. Po zakończeniu budowy kanału Nidau-Büren okazało się, że poziom jeziora w okresie niskich stanów wód spadał znacznie bardziej niż oczekiwano, powodując osunięcia ziemi i pęknięcia brzegów. Było to również przeszkodą dla nawigacji. Ukończona w 1887 roku zapora, usytuowana u wylotu kanału z jeziora, w Nidau, miała zaradzić tej sytuacji. To dzieło przegradzało jednak jedynie kanał Nidau-Büren, pozostawiając wciąż istniejące stare koryto Thielle. Wahania między maksymalnymi a minimalnymi poziomami lustra jeziora Bienne sięgały ok. 3,5 m (od 427,5 m n.p.m. do 431 m n.p.m.). Po szczególnie niszczycielskiej powodzi z 1910 r. podjęto prace zmierzające do uzdrowienia tej sytuacji. W ich ramach m.in. przewidziano nową zaporę na kanale Nidau-Büren, usytuowaną poniżej ujścia do kanału starego koryta Thielle.
Budowę obecnej zapory rozpoczęto dopiero w 1936 r., ukończono w 1939 r. W latach 1989–1992 przeprowadzono jej gruntowny remont, w trakcie którego wymieniono m.in. zasuwy, wszystkie systemy napędowe i układy sterowania.
Konstrukcja zapory betonowo-stalowa. Długość zapory wynosi 77 m. Konstrukcja ma 5 przepustów, każdy z nich jest wyposażony w dwie, poruszające się pionowo zasuwy, dolną i górną. Daje to możliwość różnego ustalania przepływu przez zaporę w zależności od stanów wód. Obie zasuwy w każdym przepuście ważą razem około 60 ton i osiągają wysokość prawie siedmiu metrów po całkowitym rozsunięciu.

## Śluza
Przy zaporze znajduje się śluza, umożliwiająca żeglugę pomiędzy "Trzema jeziorami” a Solurą w dolnym biegu rzeki Aare. Usytuowana na prawym brzegu kanału Nidau-Büren, ma 12 metrów szerokości (szerokość użyteczna: 11,5 m) i użyteczną długość 52 metry. Masa każdej pary wrót wraz z napędem to ok. 30 ton. Każdy z dwóch kanałów zasilających komory śluzy ma średnicę 1,6 m. Różnica poziomów między wodą górną a dolną może sięgać 3,5 m. Czas jednego śluzowania wynosi ok. 10 min.
W sezonie letnim (1 maja – 30 września) śluzowania odbywają się codziennie w godzinach 7.00 – 19.30, poza sezonem – po wcześniejszym zgłoszeniu. Każdego roku korzysta z niego od 4 do 5 tys. jednostek, z czego 82% należy do osób prywatnych, 17% to statki liniowe i 1% barki towarowe. Utrzymanie śluzy pozostaje w gestii władz kantonu Berno.

## Elektrownia wodna
Elektrownia wodna spółki "Centrales Electriques du Lac de Bienne SA" powstała na lewym brzegu kanału Nidau-Büren na początku lat 90. XX w., podczas prac związanych z generalnym remontem zapory. Średnia roczna produkcja tej przepływowej elektrowni wynosi 25 milionów kilowatogodzin.